# The Grim Barbarity of Optics and Design
"The Grim Barbarity of Optics and Design" es el quinto episodio de la serie de televisión de ciencia ficción y suspenso psicológico Severance. El episodio fue escrito por Anna Ouyang Moench y dirigido por la productora Aoife McArdle. Se estrenó en Apple TV+ el 11 de marzo de 2022.
La serie sigue a los empleados de Lumon Industries, una corporación de biotecnología que utiliza un procedimiento médico llamado "separación" para separar los recuerdos de sus empleados dependiendo espacialmente de si están en el trabajo o no. Cuando los trabajadores despedidos están en el trabajo, se les llama "innies" y no pueden recordar nada de sus vidas ni del mundo exterior. Cuando están fuera del trabajo, se les llama "outies" y no pueden recordar su tiempo de trabajo. Debido a esto, Innie y Outie experimentan dos vidas diferentes, con personalidades y agendas distintas. En este episodio, Helly sobrevive a su intento de suicidio, mientras Irving intenta averiguar más sobre Óptica y Diseño.
El episodio recibió críticas muy positivas de los críticos, quienes elogiaron la escritura, el desarrollo de los personajes y el tono. Por este episodio, Christopher Walken recibió una nominación a Mejor Actor de Reparto en una Serie Dramática en los 74º Premios Primetime Emmy.

## Trama
Mark (Adam Scott) se va a pasar el día, pero se sorprende al encontrar a Helly (Britt Lower) colgada en el ascensor. Mientras la sostiene, Graner (Michael Cumpsty) llega para cortar el cordón y obliga a Mark a subir al ascensor para irse. Un Mark conmocionado pronto cambia a su versión "exus".
Al día siguiente, Mark encuentra a Cobel (Patricia Arquette) y Milchick (Tramell Tillman) esperándolo. Ella le informa que Helly ha estado en el hospital, y su "outie" se niega a dejarlo, por lo que regresará en unos días. Ella culpa a Mark por el incidente, advirtiéndole que Kier es la única razón por la que no será castigado. Sin embargo, no lo informa a la junta y le asigna a Graner la tarea de investigar el chip de Petey. Después de terminar su turno, Mark va a un centro de maternidad donde Devon (Jen Tullock) tuvo contracciones. Mientras Mark y Ricken (Michael Chernus) discuten sobre Lumon y el libro, Devon entra en labor de parto.
Helly regresa a Lumon y Mark la ayuda a hacer la transición hacia la oficina. Siguiendo instrucciones de Cobel, la Sra. Casey (Dichen Lachman) es asignada para observar a Helly. Irving (John Turturro) visita Óptica y Diseño, después de ver una imagen perturbadora que le hace creer que el golpe de O&D podría ser real. Mark derrama café, lo que obliga a Casey a salir de la habitación para buscar el equipo de limpieza. Mark usa esto para mostrarle a Helly que ha intentado armar el mapa de Petey y le pide ayuda, pero ella se niega. Mientras intenta convencerla, encuentran una habitación donde un hombre está alimentando a unos cabritos, alegando que "no están listos".
Irving encuentra a Burt (Christopher Walken) en la sala de conferencias después de que Casey se lo cuenta. Antes de que puedan hablar, Dylan (Zach Cherry) encierra a Burt en la habitación y lo confronta por los empleados de O&D. Burt admite que no confían en MDR debido a los rumores que circulan en su oficina. Irving libera a Burt, quien a su vez los lleva a la trastienda de O&D para ver sus obras de arte y conocer a los empleados. De regreso a su oficina, Helly acepta ayudar a Mark con el dibujo de Petey, justo cuando Casey regresa para continuar la observación.

## Desarrollo

### Producción
El episodio fue escrito por Anna Ouyang Moench y dirigido por la productora Aoife McArdle. Esto marcó el primer crédito como guionista de Moench y el segundo crédito como director de McArdle.

## Reseñas críticas
"The Grim Barbarity of Optics and Design" recibió críticas muy positivas de los críticos. Matt Schimkowitz, de The AV Club, le dio al episodio una calificación de "A-" y escribió: "Para recuperar el tiempo perdido, Burt lleva a Irving y Dylan para presentarlos a todo su equipo. Los muros proverbiales están cayendo y Severance está a punto de ponerse a toda marcha".
Erin Qualey de Vulture le dio al episodio una calificación perfecta de 5 estrellas sobre 5 y escribió: "No es una hipérbole decir que Severance es el programa de televisión más impactante visualmente en la actualidad. Junto con el magnífico vestuario, la hábil dirección de arte, el meticuloso diseño de producción y la cinematografía perfecta, toda la secuencia de créditos es una gloriosa obra de animación similar a la arcilla diseñada para complementar la sensibilidad artística de la serie. No puedo dejar de verla. Y el escenario (los impresionantes Laboratorios Bell de Eero Saarinen) es una verdadera obra de arte moderno de mediados de siglo que sirve como pieza central crucial para la narrativa".
Oliver VanDervoort de Game Rant escribió: "Una de las razones por las que Severance es tan bueno es que la simple verdad es que esas respuestas no tienen que explicarse. El programa se basa en mantener a la gente desequilibrada y, en su mayor parte, funciona increíblemente bien. Algunos programas pueden hacer todo lo posible para ser extraños hasta el punto de ser molestos, pero el programa de Ben Stiller continúa manejándolo casi a la perfección".  Breeze Riley de Telltale TV le dio al episodio una calificación de 4 estrellas de 5 y escribió: "Si pensabas que un programa sobre personas que son divididas en dos conciencias diferentes no podría ser más extraño, me complace informar que estás equivocado. El episodio 5 de la temporada 1 de Severance, "The Grim Barbarity Of Optics and Design", hace que sus predecesores parezcan mundanos en comparación". 
Mary Littlejohn de TV Fanatic le dio al episodio una calificación de 4 estrellas de 5 y escribió: "¿Severance nos dará las herramientas para liberarnos del sistema en el que nos vemos atrapados, o será suficiente ver al equipo de Macrodata hacerlo para saciarnos?"  Caemeron Crain de TV Obsessive escribió: "Tal vez todo el propósito de Lumon se centra en la manipulación de la emoción en sí, con O&D no solo colocando pinturas sino rastreando las respuestas a ellas y haciendo algún tipo de entrada de datos que luego se envía a MDR para refinarlas. Pero la visión general y el papel de la Sra. Casey en ella sigue siendo algo sobre lo que ni siquiera tengo una buena suposición especulativa". 

### Premios y reconocimientos
Christopher Walken fue nominado por su actuación en este episodio a Mejor Actor de Reparto en una Serie Dramática en los 74º Premios Primetime Emmy.  Perdería ante Matthew Macfadyen por Succession. 